# مدينة التمور (المدينة)
مدينة التمور، هي مشروع استثماري سعودي يهدف لإنشاء وتطوير مدينة تمور تكون وجهة محلية وعالمية لتجارة وتصنيع وتصدير التمور السعودية.
يقع مشروع مدينة التمور جنوب المدينة المنورة على بعد 7 كيلو مترات من المسجد النبوي، وتبلغ مساحتها 1,089,441 مترًا مربعًا.

## الأهداف
- دعم تجارة وتصنيع وتصدير التمور.
- رفع القدرة التشغيلية للصناعات التحويلية.
- الاستفادة من بقايا النخيل في صناعات ذات عائد استثماري.
- خلق وظائف لأبناء المنطقة.
- الاستفادة من مكانة وتميز تمور المدينة.
- رفع النمو الاقتصادي والإنفاق المحلي.